# 埃尔默·德鲁·美林

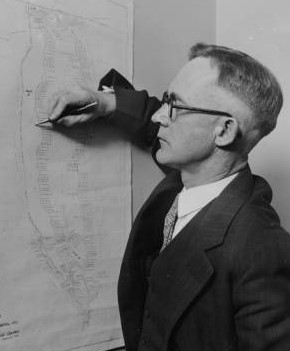
埃尔默·德鲁·美林

埃尔默·德鲁·美林（英語：Elmer Drew Merrill，1876年10月15日—1956年2月25日）为美国植物学家，专业从事于亚太地区植物的研究。

## 生平

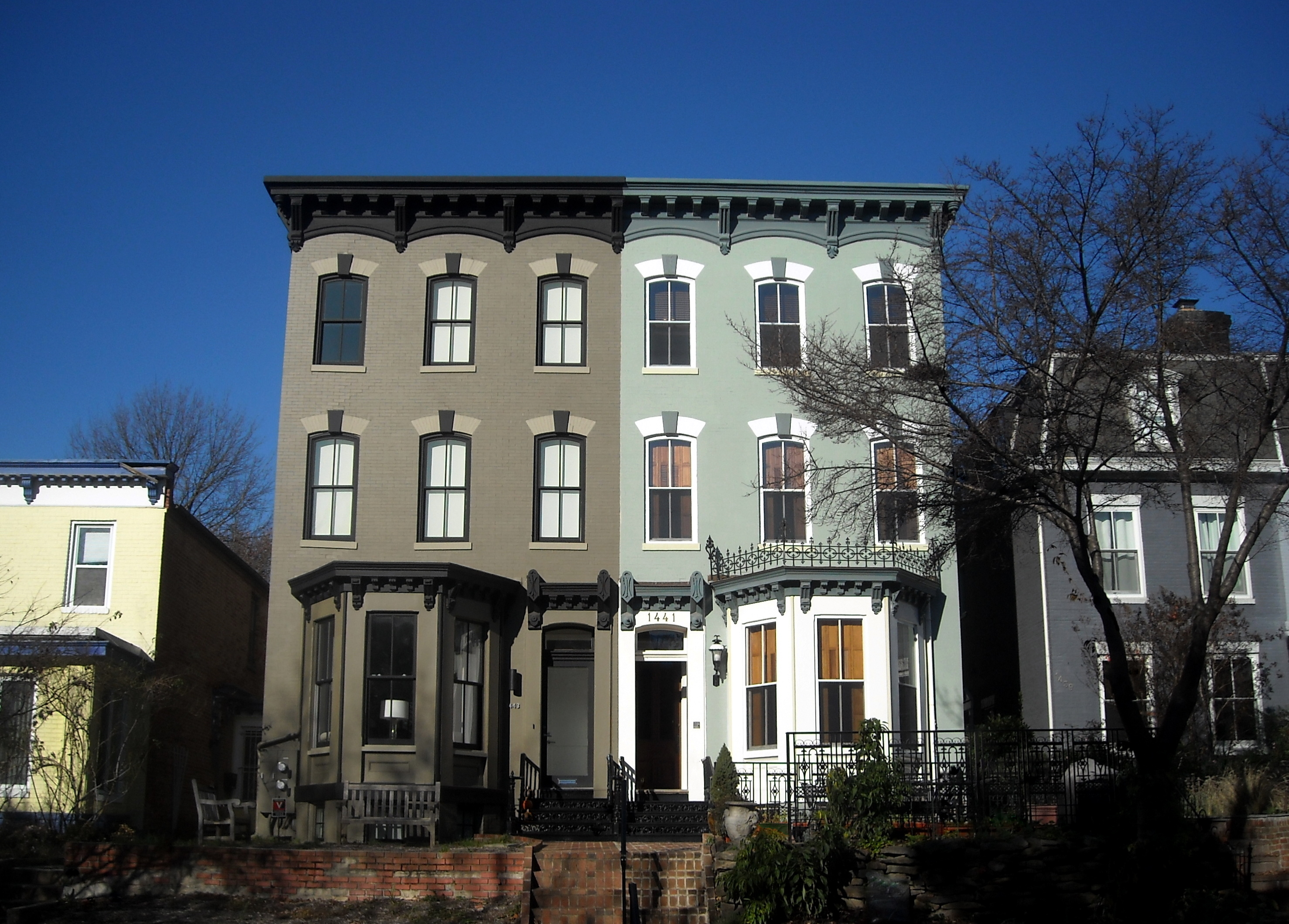
位于华盛顿特区的美林故居（左）

埃尔默·德鲁·美林出生于缅因东奥本，并就读于缅因大学，1898年其取得了学士学位。之后，他加入了美国农业部，并在1902年至1923年之间担任美国农业部派菲律宾植物学家。他回到美国后，成为加州大学伯克利分校的农学院院长。1929年，他移居纽约，成为哥伦比亚大学的植物学教授。1929年至1925年，他也是纽约植物园的园长。1935年，他成为哈佛大学阿诺德植物园园长，直至1946年他退休。
他因亚洲植物分类的研究而著名。其著作包括1912年出版的《马尼拉植物志》（Flora of Manila），1922年至1926年间出版的《菲律宾开花植物列举》（The Enumeration of Philippine Flowering Plants）。他最后的著作为1954年出版的《库克远航植物》（The Botany of Cook's Voyages）。
1956年，他于美国马萨诸塞州福里斯特希尔斯去世。